# Вдовцов Михайло Леонтійович
 Вдовцо́в Миха́йло Лео́нтійович  (7 березня 1955, Довжок, Ямпільський район, Вінницька область — 5 жовтня 2024, Вінниця) — український прозаїк, краєзнавець, природоохоронець. Член Національної спілки журналістів України (2000), Національної спілки письменників України (2011).

## Біографія
Народився 7 березня 1955 року в с. Довжок Ямпільського району Вінницької області. Після служби у війську закінчив Кам'янець-Подільський педінститут (1983), працював учителем історії, був на партійній, господарській, адміністративній роботі. Очолював художньо-виробниче об'єднання «Бубнівська кераміка», був заступником керівника виконавчого апарату та заступником голови Вінницької обласної ради. Додатково закінчивши Вінницький державний аграрний університет та Львівський інститут лісового господарства, з липня 2002 року був генеральним директором Вінницького обласного комунального спеціалізованого лісогосподарського підприємства «Віноблагроліс». У 2012—2014 рр. — голова Могилів-Подільської районної державної адміністрації, займався фермерством. Був депутатом Вінницької обласної ради 3, 4, 6 скликань, до кінця 2015 р. — головою постійної Комісії ради з питань культури, духовності та історичної спадщини.

За його ініціативи на Вінниччині відроджено Олександрівський парк графині Бенет (с. Олександрівка Томашпільського району), природничі об'єкти Гайдамацького яру історико-культурного комплексу «Буша» (с. Буша Ямпільського району), створено зоопарк у Вінниці.
|                   | Мрію бачити нашу область краєм зеленого туризму. На Вінниччині багато місць, від споглядання яких дух забиває. Поїдьте на Ямпільщину в Гайдамацький Яр, до Піщанки – у Княжу долину, Коржова, Сокільця і Шолудьок, що під Немировим, до томашпільської Стіни, до гайсинського Коростовця, на узбережжя Південного Бугу, по всій області – це наші перлини, казкова краса, нерукотворні шедеври. |
| — Михайло Вдовцов | |

Помер 5 жовтня 2024 року у Вінниці. Похований на Сабарівському кладовищі.

## Літературна діяльність
Автор книг прози :
| - Романтичні овиди Кетрос (2008, 2009) - Благодать самотності (2009) - Одному жити холодно (2010) | - Мої Кетроси (2010) - Зерно з татових черевиків (2011) - Роздуми хуторянина (2020) |

Краєзнавчі розвідки:
- Бубнівська кераміка  (у співавторстві з І. П. Мельничуком, Л. С. Мельничук). — Бубнівка, 1998. — 81 с.

Був одним з ініціаторів видання та членом редколегії літературно-краєзнавчого альманаху «Русалка Дністровая» (2013).